# Saturday Night Live
Saturday Night Live (afgekort: SNL) is een Amerikaans televisieprogramma dat sinds 1975 wekelijks wordt uitgezonden. In Nederland is het programma te zien geweest op Comedy Central. SNL heeft het record in handen voor de meeste Emmy Awards gewonnen door een televisieprogramma (72).

## Inhoud
Saturday Night Live bestaat uit korte sketches, parodieën en muziekoptredens, met een wisselende presentator. De serie heeft als springplank gediend voor de carrières van een aantal Amerikaanse komieken, onder wie Eddie Murphy, Tina Fey en vele anderen. Het programma is het geesteskind van Lorne Michaels, die hiervoor in 1975 de komieken John Belushi, Chevy Chase, Gilda Radner, Lily Tomlin en Dan Aykroyd bij elkaar bracht.
In het eerste seizoen hadden de afleveringen ook een segment met muppets onder de titel Land of Gorch, maar de samenwerking tussen de poppenspeler Jim Henson en de overige cast bleek niet erg gelukkig. In 1976 kreeg Henson zijn eigen televisieprogramma met de naam The Muppet Show.
Naast de sketches zijn in elke aflevering gasten aanwezig voor een interview en/of optreden. Soms leidt dat tot extra publiciteit. Grote ophef ontstond toen Sinéad O'Connor in oktober 1992 tijdens het zingen van Bob Marleys War een foto verscheurde van paus Johannes Paulus II ("de echte vijand").

## Castleden
- Chevy Chase (1975-1976)
- Jim Henson (1975-1976)
- Frank Oz (1975-1976)
- Dan Aykroyd (1975-1979)
- John Belushi (1975-1979)
- Jane Curtin (1975-1980)
- Garrett Morris (1975-1980)
- Bill Murray (1977-1980)
- Brian Doyle-Murray (1979-1982)
- Eddie Murphy (1980-1984)
- James Belushi (1983-1985)
- Billy Crystal (1984-1985)
- Phil Hartman (1986-1994)
- Jan Hooks (1986-1994)
- Kevin Nealon (1986-1999)
- Dana Carvey (1986-2000)
- Ben Stiller (1989)
- Mike Myers (1989-1995)
- Chris Rock (1990-1993)
- Chris Farley (1990-1995)
- Jay Mohr (1993-1995)
- Norm Macdonald (1993-1998)
- Nancy Carell (1995-1996)
- Will Ferrell (1995-2002)
- Darrell Hammond (1995-2011)
- Jimmy Fallon (1998-2004)
- Horatio Sanz (1998-2007)
- Tina Fey (1998-2010)
- Rachel Dratch (1999-2011)
- Maya Rudolph (2000-2011)
- Amy Poehler (2001-2010)
- Seth Meyers (2001-2014)
- Will Forte (2002-2012)
- Fred Armisen (2002-2013)
- Jason Sudeikis (2003-2013)
- Kenan Thompson (2003-...)
- Kristen Wiig (2005-2009)
- Andy Samberg (2005-2013)
- Bill Hader (2005-2014)
- Bobby Moynihan (2008-2017)
- Jay Pharoah (2010-2016)
- Vanessa Bayer (2010-2017)
- Aidy Bryant (2012-2022)
- Kate McKinnon (2012-2022)
- Cecily Strong (2012-2022)
- Beck Bennett (2013-2021)
- Kyle Mooney (2013-2022)
- Leslie Jones (2014-2019)
- Pete Davidson (2014-2022)
- Colin Jost (2014-...)
- Michael Che (2014-...)
- Alex Moffat (2016-2022)
- Melissa Villaseñor (2016-2022)
- Mikey Day (2016-...)
- Chris Redd (2017-2022)
- Heidi Gardner (2017-...)
- Ego Nwodim (2018-...)
- Chloe Fineman (2019-...)
- Bowen Yang (2019-...)
- Lauren Holt (2020-2021)
- Punkie Johnson (2020-2024)
- Andrew Dismukes (2020-...)
- Aristotle Athari (2021-2022)
- James Austin Johnson (2021-...)
- Sarah Sherman (2021-...)
- Molly Kearney (2022-2024)
- Marcello Hernandez (2022-...)
- Michael Longfellow (2022-...)
- Devon Walker (2022-...)
- Chloe Troast (2023-2024)
- Ashley Padilla (2024-...)
- Emil Wakim (2024-...)
- Jane Wickline (2024-...)

## Artiesten dieSaturday Night Livepresenteerden of erin optraden
- 21 Savage
- ABBA
- Adam Driver
- Al Franken
- Al Jarreau
- Alec Baldwin
- Amy Schumer
- Ana de Armas
- Andy Kaufman
- Andy Warhol
- Ariana DeBose
- Ariana Grande
- Art Garfunkel
- Aubrey Plaza
- Austin Butler
- Awkwafina
- Ayo Edebiri
- Backstreet Boys
- Bastille
- Ben Affleck
- Benedict Cumberbatch
- Bette Midler
- Beyoncé
- Billie Eilish
- Billy Joel
- Blake Lively
- Blondie
- Bob Dylan
- Boygenius
- Brandi Carlile
- Brendan Gleeson
- Britney Spears
- Bruce Springsteen
- Buck Henry
- Camila Cabello
- Candice Bergen
- Carroll O'Connor
- Chris Stapleton
- Christopher Reeve
- Christopher Walken
- Chuck Berry
- Coldplay
- Colin Firth
- Dakota Johnson
- Daniel Radcliffe
- Danny DeVito
- David Bowie
- David Duchovny
- David Schwimmer
- Disclosure
- Dolly Parton
- Drew Barrymore
- Dua Lipa
- Dudley Moore
- Duran Duran
- Dwayne Johnson
- Ed Sheeran
- Elliott Gould
- Elon Musk
- Elton John
- Elvis Costello
- Eminem
- Emma Stone
- Eric Idle
- Foo Fighters
- Frank Ocean
- Frank Zappa
- Garth Brooks
- George Carlin
- George Harrison
- Gerald Ford
- Glenn Close
- Harry Styles
- Helen Hunt
- Hole
- Hugh Laurie
- Ice Spice
- Jack White
- Jacob Elordi
- Jake Gyllenhaal
- James Brown
- Jason Momoa
- Jenna Ortega
- Jennifer Aniston
- Jennifer Lopez
- Jerrod Carmichael
- Jim Carrey
- Jodie Foster
- Joe Cocker
- Joel Hodgson
- John Goodman
- John Mulaney
- Johnny Cash
- Jonah Hill
- Jonas Brothers
- Jonathan Majors
- Josh Brolin
- Josh Hutcherson
- Julianne Moore
- Justin Bieber
- Justin Timberlake
- Karol G
- Kate & Anna McGarrigle
- Kate Bush
- Katy Perry
- Keke Palmer
- Kendrick Lamar
- Kevin Kline
- Kieran Culkin
- Kim Kardashian
- Lady Gaga
- Leon Redbone
- Leslie Nielsen
- Lindsay Lohan
- Lizzo
- Lorde
- Madonna
- Måneskin
- Martin Short
- Mary-Kate Olsen en Ashley Olsen
- Matthew Broderick
- Matthew Fox
- Meat Loaf
- Megan Thee Stallion
- Melissa McCarthy
- Michael B. Jordan
- Michael Douglas
- Miles Teller
- Miley Cyrus
- Molly Shannon
- Natasha Lyonne
- Neil Young
- Nirvana
- O.J. Simpson
- Olivia Rodrigo
- Oprah Winfrey
- Oscar Isaac
- Owen Wilson
- Paul McCartney
- Paul Rudd
- Paul Simon
- Pearl Jam
- Pedro Pascal
- Post Malone
- Queen
- R.E.M.
- Rage Against The Machine
- Rami Malek
- Randy Newman
- Ray Charles
- Raye
- Red Hot Chili Peppers
- Reneé Rapp
- Richard Pryor
- Rihanna
- Ringo Starr
- Robert De Niro
- Robin Williams
- Roseanne
- Ryan Gosling
- Sabrina Carpenter
- Sam Smith
- Santana
- Sarah Michelle Gellar
- Scarlett Johansson
- Selena Gomez
- Sia
- Simu Liu
- Sissy Spacek
- Snoop Dogg
- Sparks
- Spice Girls
- Steve Martin
- Sydney Sweeney
- System of a Down
- SZA
- Tate McRae
- Taylor Lautner
- Taylor Swift
- The 1975
- The Band
- The Black Keys
- The Cult
- The Grateful Dead
- The Kinks
- The Power Station
- The Rolling Stones
- The Weeknd
- Timothée Chalamet
- Tina Turner
- Tom Hanks
- Tony Danza
- Travis Scott
- Twenty One Pilots
- U2
- Vampire Weekend
- Willem Dafoe
- Willie Nelson
- Willow Smith
- Mink De Ville
- Woody Harrelson
- Young Thug
- Zac Efron
- Zoë Kravitz

## Saturday Night Live Band
SNL heeft een eigen huisband, aangekondigd als 'The Live Band', die de muzikale gasten begeleidt en zorgt voor muzikale omlijsting van de sketches. De leiding hebben Leon Pendarvis en Lenny Pickett. Prominente bandleden zijn Alex Foster, Earl Gardner, Steve Turre, Ron Blake en zangeres Christine Ohlman. 
Bekende bandleden en -leiders van vroeger zijn Howard Johnson, Lou Marini, Paul Shaffer, Howard Shore, Marcus Miller, David Sanborn, G.E. Smith, T-Bone Wolk en Dr. Luke.